# Santa Rosa de Tastil
Santa Rosa de Tastil ist eine Siedlung im Departamento Rosario de Lerma in der argentinischen Provinz Salta.

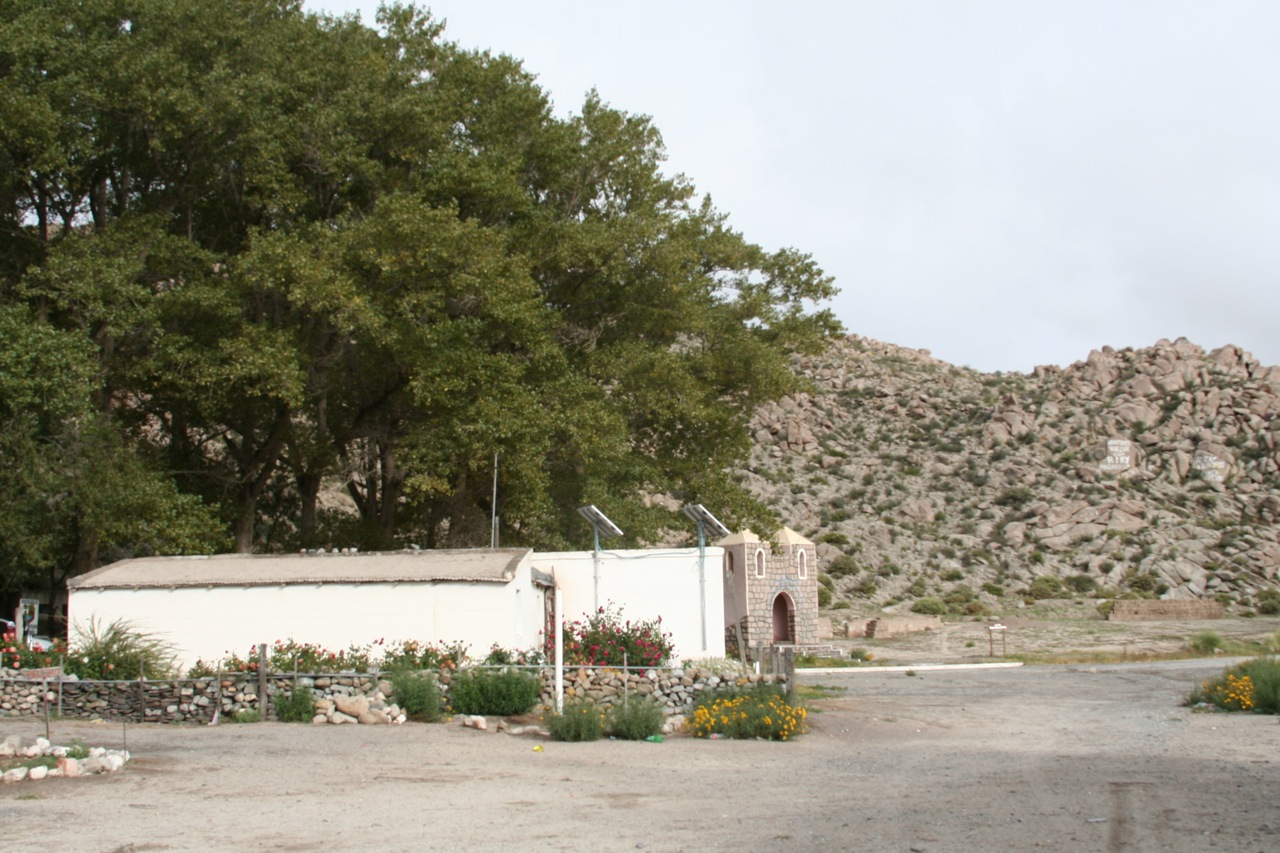
Kirche in Santa Rosa de Tastil

## Lage
Santa Rosa de Tastil liegt in der Quebrada de las Cuevas auf einer Höhe von etwa 3200 Metern über dem Meeresspiegel.
Die heute nahezu verlassene Ansiedlung an der Ruta Nacional 51 (Argentinien) ist ein Stopp für Touranbieter auf dem Weg nach San Antonio de los Cobres. Die Stadt Campo Quijano im Valle de Lerma liegt in etwa 75 Kilometern Entfernung. Bis San Antonio de los Cobres sind es weitere 55 Kilometer.
Der tren a las nubes verläuft hier in einem benachbarten Tal, der Quebrada de Toro.

## Bevölkerung
Der Ort ist ein Versorgungszentrum für die umliegenden Gemeinden. Es gibt eine Grundschule, einen Gesundheitsposten, ein Postamt, eine Polizeistation und eine Kirche.
Die Bevölkerung besteht größtenteils aus Mestizen beziehungsweise Angehörigen indigener Völker.
Das Patronatsfest für die heilige Rosa von Lima am 30. August eines jeden Jahres zieht Besucher aus weitem Umkreis an. Die katholischen Riten sind mit Elementen des Kultes der Pachamama durchsetzt.

## Ruinen von Tastil

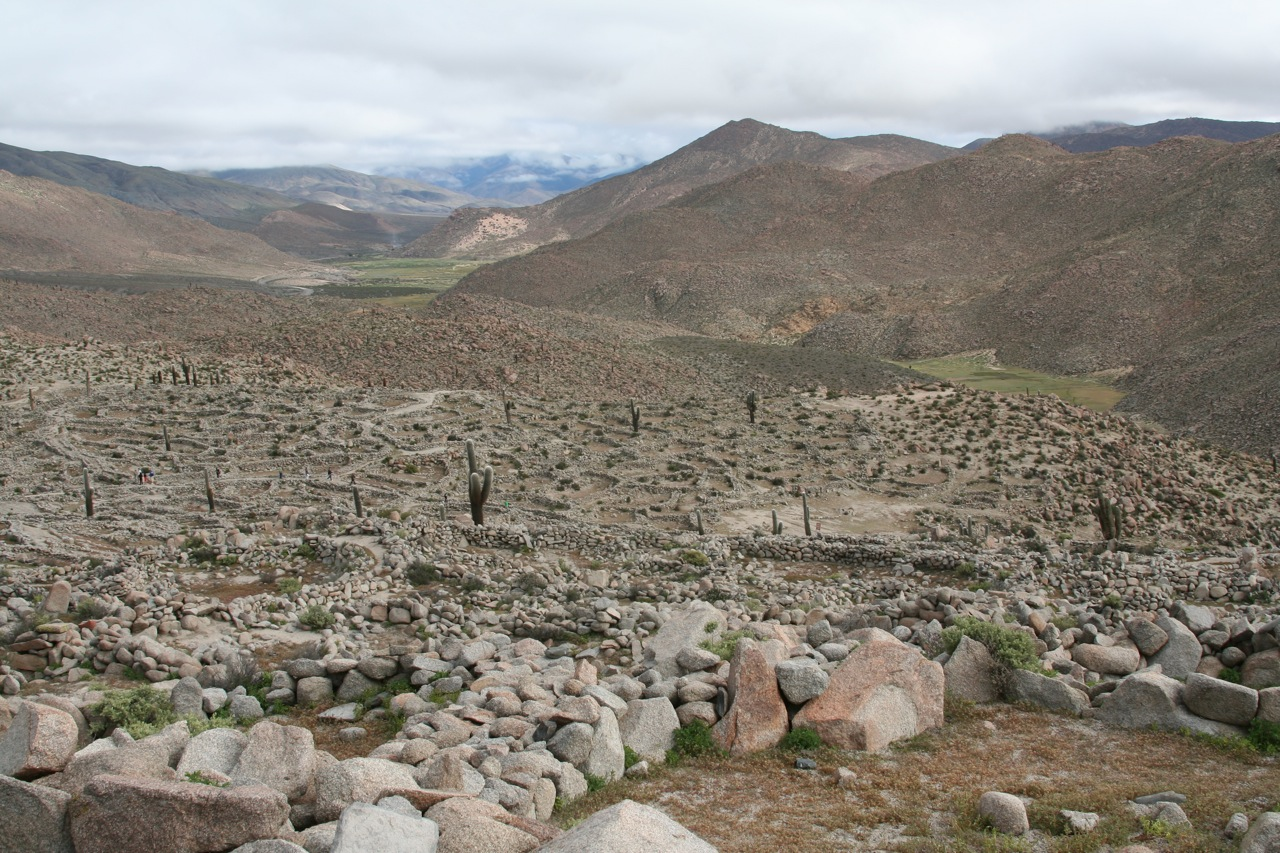
Ruinen von Tastil

Die präkolumbianischen Ruinen von Tastil befinden sich wenige Kilometer westlich des heutigen Dorfes an einem Nordhang oberhalb des Valle de las Cuevas.
Die Ausgrabungen umfassen 12 Hektar in einem an Vegetation armen Gebiet. Die Funktion der im 14. und 15. Jahrhundert genutzten Siedlung, die mehrere Tausend Menschen beherbergen konnte, ist umstritten. Die sich an einem Berggrat in westöstlicher Richtung ausdehnenden, meist runden Gebäude aus geschichteten Steinen zeigen sich in einem guten Erhaltungszustand. Deutlich können Wohngebäude von öffentlichen Gebäude wie Kornmühlen und Kultplätze unterschieden werden. Es wird vermutet, dass die Siedlung zum Zeitpunkt des Eintreffens der Spanier im heutigen Nordwesten Argentiniens bereits unbewohnt war.
Einige der weniger bedeutenden Funde zeigt ein Museum in Santa Rosa de Tastil, weitere Funde werden in Salta und La Plata ausgestellt.
Die Ruinenstätte wurde im Dezember 1997 zum Monumento Histórico Nacional erklärt.